# Lex Bobby
Lex Bobby är det vardagliga namnet på lag (2007:606) om utredningar avseende vissa dödsfall. Lagen trädde i kraft 2008 och säger att en särskild barnskyddsutredning ska genomföras om ett barn dött på grund av våld eller annat brott och barnet har varit i behov av skydd. Utredarna ska söka efter systemfel i samhällets skyddsnät och syftet är att lägga fram konkreta förslag på åtgärder som kan förebygga att barn far illa.
Lagen är uppkallad efter en tioårig pojke som misshandlades till döds av sin mamma och styvpappa i det som kallades fallet Bobby.
Lex Bobby har av experter bedömts som tandlös och kritiserats hårt. Som exempel kan nämnas att det måste finnas en dom som vunnit laga kraft för att Socialstyrelsen, som är ansvarig för utredningarna, ska kunna granska ett fall. Per år 2019 mördades fortfarande sex barn per år i Sverige av en förälder.